# BBC Radio 4 Extra

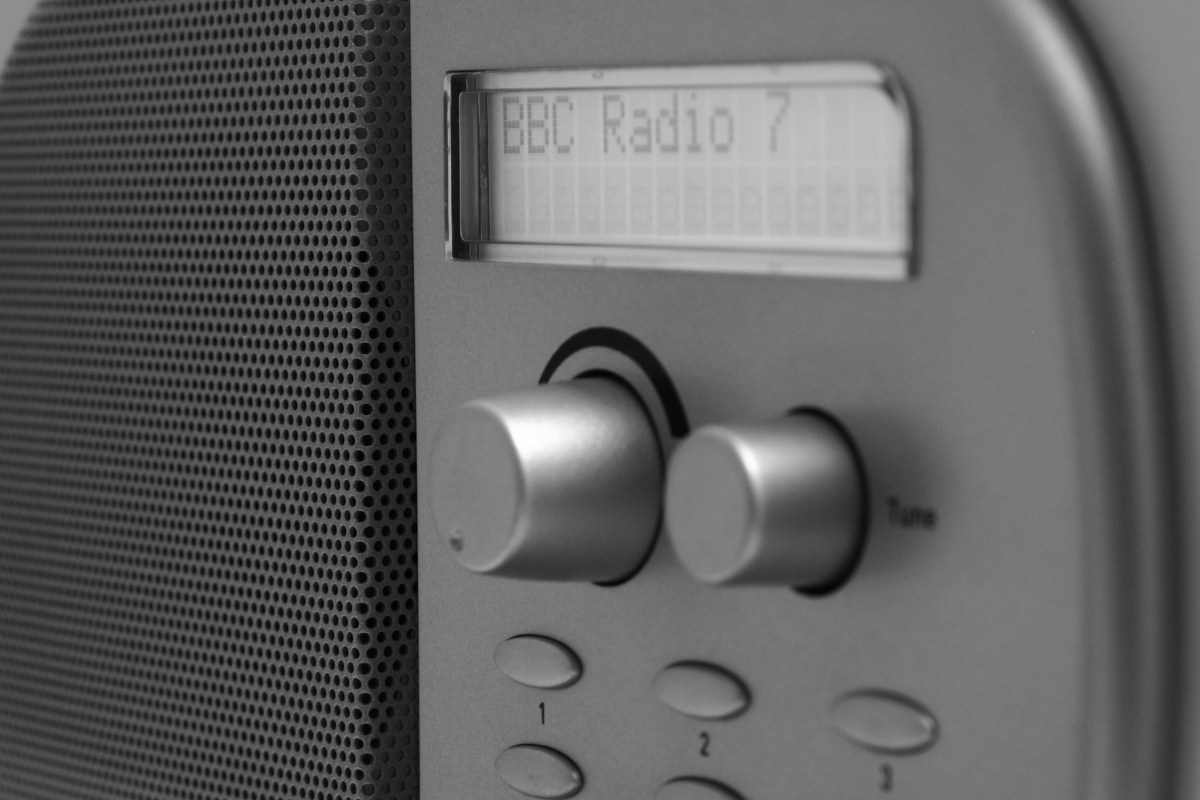
BBC Radio 7 tocando

BBC Radio 4 Extra es una emisora de radio digital de la BBC, especializada en la difusión de comedias, dramas y programación infantil. Emite las 24 horas del día una programación basada en la de BBC Radio 4 (menos el contenido informativo de esta emisora) y en el archivo sonoro de la BBC, propósito para el cual fue creada bajo el indicativo de BBC 7 en 2002. Fue la segunda emisora más escuchada de las emisiones digitales de la BBC en el segundo cuarto de 2010, con una audiencia media de 946.000 oyentes, un 13.8% más que en el mismo período de 2009. Su puede seguir su programación internacionalmente a través de internet y del satélite Astra 2A.

## Historia
El nombre provisional de la cadena fue Network Z, hasta su lanzamiento a las 20:00 horas del 15 de diciembre de 2002 como BBC 7, en simulcast con BBC Radio 4. El nombre BBC 7 (modificado a BBC Radio 7 a partir del 4 de octubre de 2008) se mantuvo entre 2002 y 2011, cuando la cadena se renombró como BBC Radio 4 Extra, el 2 de abril de 2011. El 2 de marzo de 2010 la BBC presentó un plan de cambios para la emisora. Su programación comenzó a centrarse más en los contenidos de BBC Radio 4, pero manteniendo también la difusión de programas del archivo sonoro de la BBC. A causa de este plan, la emisora se ha renombrado como BBC Radio 4 Extra, para acercarla más a la ahora emisora matriz, BBC Radio 4. El cambio sigue el modelo de radio digital de BBC Radio 1Xtra y BBC Radio 5 Live Extra, las emisoras hermanas de BBC Radio 1 y BBC Radio 5 respectivamente.

## Programación
En su origen como BBC 7, la cadena emitía programas con al menos tres años de antigüedad, o que hubieran sido emitidos dos veces en la emisora original. Desde mediados de 2010 la cadena está emitiendo programación más reciente de BBC Radio 4, y ha comenzado a emitir programas de realización propia. El cambio definitivo se produjo el 2 de abril de 2011, con el cambio de nombre de la cadena. Su programación seguirá centrándose en la comedia y el drama, pero con mayor presencia de contenidos procedentes de BBC Radio 4 y varios programas nuevos. 
Su programación incluye comedia, drama, ciencia ficción, terror, misterio y programación infantil.

### Comedia
BBC Radio 4 Extra emite diariamente los espacios Comedy Zone y Comedy Club, en los que se emiten formatos que van desde las comedias de situación a los sketches, pasando por los concursos o la sátira de la actualidad. Su programación cómica abarca más de medio siglo de emisiones, desde The Goon Show (1951) y Round the Home (1965) hasta emisiones más recientes de BBC Radio 4 como Little Britain (2002), Dead Ringers (2000) o Clare in the Community (2004).
Desde abril de 2011 también emite las versiones extendidas de los programas de BBC Radio 4 The Now Show (1998) y The News Quiz (1967), así como la sección Comedy First, donde se estrenarán las nuevas series antes de comenzar a emitirse en BBC Radio 4.

### Drama y misterio
El contenedor de las series de misterio se llama Crime and Thrillers Hour, y es presentado por Michaela Saunders. Radio 4 Extra retransmite principalmente series de misterio protagonizados por detectives que responden al género típicamente inglés del Whodunit (literalmente, ¿Quién lo hizo?), como las series protagonizadas por Miss Marple y Hércules Poirot, de Agatha Christie o los misterios de Paul Temple.
Otra parte importante de su programación son las dramatizaciones de las grandes novelas de la literatura universal, Classics Hour, de autores como Goethe, Charlotte Brontë, Oscar Wilde, León Tolstói, Gustave Flaubert, etc.

### Ciencia ficción y terror
El contenido de ciencia ficción y terror se emite en el espacio The 7th Dimension, con contenidos domo Doctor Who: The Eight Doctor Adventures (1963), Fear on Four (1988), Voices from the Grave (2006, de producción propia) o The Twilight Zone (2002).

### Infantil
La programación infantil se emitía, hasta marzo de 2011, en el espacio CBeebies on BBC Radio 7, con los personajes del canal infantil de la BBC CBeebies, en un programa con canciones, historias y adivinanzas.
A partir de abril de 2011 comenzó The Four O'Clock Show, espacio diario con programación infantil dirigido tanto a niños como a adultos. Existe también el programa Young Classics, los domingos, con dramatizaciones de obras literarias dirigidas a toda la familia.